# Mushoku Tensei
Mushoku Tensei ~Isekai ittara Honki dasu~ (無職転生 〜異世界行ったら本気だす〜 Thất nghiệp chuyển sinh ~ Sống hết mình sau khi tới thế giới khác~), gọi ngắn gọn là Mushoku Tensei (無職転生 (Vô chức Chuyển sinh)) là series tiểu thuyết mạng (web novel) Nhật Bản do tác giả Rifujin na Magonote viết trên trang mạng Shōsetsuka ni Narō (Syosetsu) từ năm 2012 đến năm 2015. Câu chuyện kể về một thanh niên thất nghiệp thiếu hi vọng, bị đuổi ra khỏi nhà ngay vào lễ tang của cha mẹ và chết trong vụ tai nạn bất ngờ. Sau đó được chuyển sinh đến một thế giới giả tưởng, lần này anh quyết định sống một cuộc đời nghiêm túc. Một năm sau, series được ấn hiệu MF Books của Media Factory xuất bản thành light novel; với hình minh họa vẽ bởi một nghệ sĩ Pixiv có tên SiroTaka. Chuyển thể manga do Fujikawa Yuka thực hiện bắt đầu đăng tải vào năm 2014 trên Monthly Comic Flapper. Theo bảng xếp hạng của Syosetu, tiểu thuyết nhận được sự đánh giá tích cực từ cộng động mạng. Bản chuyển thể anime gồm 2 phần do Studio Bind sản xuất đã công chiếu phần đầu tiên từ tháng 1 đến tháng 3 năm 2021; pphần hai chiếu vào tháng 10 năm 2021. Mùa thứ hai phát sóng vào tháng 7 năm 2023.

## Cốt truyện
Một tên NEET 34 tuổi đã bị đuổi khỏi nhà sau cái chết của cha mẹ hắn vì không tổ chức tang lễ. Hắn ngăn chặn một nhóm người thiếu niên ra khỏi một chiếc xe tải đang chạy và đã đẩy một người trong nhóm người đó ra thành công trước khi hắn chết. Tỉnh dậy trong cơ thể của một đứa trẻ, hắn nhận ra mình đã được chuyển sinh tới thế giới của kiếm, phép thuật và các bộ tộc kỳ lạ. Trong khi hắn vẫn giữ lại cái tính biến thái (không hẳn), hắn quyết tâm sẽ trở nên thành công ở cuộc sống mới, với cái tên Rudeus Greyrat (một số nhân vật trong Mushoku Tensei có họ là tên con vật kết hợp với màu sắc). Bởi vì tính cách năng động và rèn luyện ở tuổi trẻ, Rudeus trở nên điêu luyện với phép thuật. Trong khi còn nhỏ, cậu trở thành học sinh của Roxy Migurdia, bạn của Sylphiette, và là giáo viên của Eris Boreas Greyrat. Sau đó, thảm họa dịch chuyển đã chia cắt mọi người trên khắp thế giới, và Rudeus quyết tâm sẽ đưa Eris về nhà. Cuộc hành trình của cậu bắt đầu, Rudeus nhận được lời khuyên từ một vật thể tự xưng là Nhân Thần và làm bạn với Ruijerd Supardia (Tộc nhân Superd). Sau khi đưa Eris về nhà thành công, sự hiểu nhầm của Rudeus đã khiến tim cậu tan nát.
Hai năm sau đó, sự kiện Eris bỏ Rudeus và ra đi đã khiến cậu bị liệt dương vật. Cậu nhập học ở Đại học Phép thuật Ranoa theo lời khuyên từ Nhân Thần (Thần Con người) Hitogami để chữa chứng bệnh của cậu. Ở đây, cậu đã gặp lại Sylphiette, người đã chữa chứng bệnh của cậu và họ đám cưới ngay sau đó. Rudeus nhận được yêu cầu tham gia cùng cha của cậu để cứu mẹ cậu, và bất tuân lời khuyên của Nhân Thần để làm như thế. Sau nhiệm vụ, cậu phát triển quan hệ của mình với Roxy và muốn cô trở thành vợ thứ hai của mình. Cậu sau đó gặp được bản thể tương lai của cậu, người đã cảnh báo cậu rằng Nhân Thần sẽ giết chết tất cả những người mà cậu yêu thương. Để khiến Nhân Thần người không giết gia đình cậu, Rudeus cố gắng lựa chọn một trong hai để giết chết, đó là Long Thần (Thần Rồng) Orsted nhưng đã thất bại; thay vào đó, Rudeus yêu cầu liên minh với Orsted, đổi lại hắn phải bảo vệ gia đình cậu. Sau đó, Rudeus nhận Eris là vợ thứ ba của mình.
Sêri sau đó tiếp diễn với hàng loạt các lời thoại tự sự dựa trên công việc của Rudeus với Long Thần Orsted để chắc chắn được mục đích chính xác của Nhân Thần, cũng như đời sống hàng ngày và yêu thương gia đình của cậu. Sau khi tấn công Rudeus thất bại, Nhân Thần bỏ cuộc, thay vào đó là tấn công con cháu của cậu. Rudeus sau đó sống yên bình cho tới khi cậu mất vào năm 74 tuổi.

### Nhân vật chính
Rudeus Greyrat (ルーデウス・グレイラット Rūdeusu Gureiratto).
Người thân của Rudeus
- Paul Greyrat[Jp. 3] là cha của Rudeus
- Zenith Greyrat là mẹ của Rudeus.
- Lillia Greyrat[Jp. 4] là bạn của Paul. Sau đó trở thành vợ thứ của Paul.
- Norn Greyrat[Jp. 5] con gái của Zenith và là em gái đầu của Rudeus.
- Aisha Greyrat[Jp. 6] con gái của Lillia và là em gái thứ của Rudeus

Vợ của Rudeus
- Sylphiette Greyrat[Jp. 7], thường được gọi là Sylphy, là bạn thời nhỏ của Rudeus, có nửa dòng máu con người, elf, và tộc thú. Vì có tác động của Laplace, cô đã có tài năng phép thuật từ còn nhỏ, tóc của cô là màu xanh lá cây.WN 17.166 Rudeus dạy cô phép thuật mà không cần niệm chú. Sau thảm họa dịch chuyển, tóc của cô trở thành màu trắng sau khi cạn kiệt năng lượng.WN 9.81 Vì tài năng phép thuật của cô, cô được chỉ định là người bảo vệ của Ariel Anemoi Asura dưới danh tính của một người con trai có tên Fitz[Jp. 8].WN 9.82 Sau sự căng thẳng giành lấy ngôi vua của Vương Quốc Asura, Ariel và các người bảo vệ của cô nhập học ở trường Đại học Phép thuật Ronoa Magic.WN 9.83 Sylphy không có họ, nên lấy họ của Rudeus sau khi cưới. Cô sinh ra một người con gái có tên là Lucy Greyrat[Jp. 9] và một người con trai có tên là Sieghart Saladin Greyrat[Jp. 10].
- Roxy Migurdia[Jp. 11] là người tộc quỷ của loài Migurdia, nổi tiếng với kỹ năng thần giao cách cảm, tóc xanh dương, thân hình trẻ, và sống lâu. Bởi vì cô không dùng được thần giao cách cảm, cô đã rời khỏi làng vì cô cho mình là lạc loài.WN 5.S Không thể kiếm sống bằng nghề thám hiểm, cô trở thành gia sư và cuối cùng trở thành giáo viên của Rudeus. Sau thảm họa dịch chuyển, Roxy giúp Paul tìm kiếm người còn sống.WN 2.S Cô trở thành vợ thứ hai của Rudeus sau khi giải cứu Zenith.WN 13.131 Con gái của cô là Lara Greyrat[Jp. 12] người được tiên đoán là ân nhân giải cứu thế giới.WN 19.197
- Eris Boreas Greyrat[Jp. 13] là một cô gái hoàng gia và là chị họ hàng xa của Rudeus,Lớn hơn Rudeus hai tuổi. Cô là một nhân vật tsundere với tính cách hay nóng giận, nhưng có được tài năng ở Thần Kiếm phái. Trong chuyến hành trình trở về nhà sau thảm họa dịch chuyển, cô đã yêu Rudeus. Khi họ nhận là yêu lẫn nhau, Eris rời khỏi cậu để luyện tập để sau này có thể sánh vai với cậu.WN 6.63 Sau khi luyện tập, cô trở thành một kiếm sỹ có thể kiểm soát cơn giận của chính mình và đánh giá đối phương. Cô trở thành vợ thứ ba của Rudeus và sinh ra một người con trai có tên là Ars Greyrat[Jp. 14].

Đại học Phép thuật Ronoa
- Zanoba[Jp. 16] là một Đứa trẻ của thần (神子 Miko?), người được sinh ra với kỹ năng đặc biệt.WN 6.56 Cậu là một trong những học sinh đặc biệt của trường Đại học Phép Thuật, cậu đam mê búp bê, cho tới nỗi nhận Rudeus làm sư phụ của mình.
- Elinalise Dragonroad[Jp. 17] là bà ngoại của Sylphiette. Sau đó trở thành vợ của Cliff.
- Cliff Grimoire[Jp. 18] là cháu trai của cha sứ đạo Milis[Jp. 19], một đạo gần giống với Thiên Chúa giáo.WN 5.S Cậu là chồng của Elinalise.
- Rinia Dedorudia[Jp. 20] and Pursena Adorudia[Jp. 21].
- Nanahoshi Shizuka[Jp. 22] là một trong hai người trẻ tuổi mà Rudeus cứu thất bại trước khi được chuyển sinh.WN 7.78 Cô bị dịch chuyển và được tìm thấy bởi Orsted. Bởi vì sự dịch chuyển, cơ thể cô không già hóa và chịu sự ảnh hưởng tiêu cực của phép thuật. Cô bắt đầu nghiên cứu con đường về nhà thông quan vòng tròn phép thuật. Giống như Rudeus, cô không bị ảnh hưởng bởi lời nguyền.
- Ariel Anemoi Asura[Jp. 23] là ứng cử viên lên ngôi của Vương Quốc Asura. Người bảo vệ cô là Sylphiette và Luke Notos Greyrat[Jp. 24], là một kỵ sĩ và là anh em họ của Rudeus. Ariel rất thông thái, có tài lãnh đạo, nhưng cô lại có tính bạo dâm.

Nhân vật khác
- Ruijerd Supardia[Jp. 25] là tộc quỷ được biết đến là supards.WN 3.23
- Human-God[Jp. 26].
- Kishirika Kishirisu[Jp. 27] là nữ hoàng tộc quỷ có khả năng cho người khác mắt quỷ. Cô được đính hôn với Badigadi[Jp. 28], quỷ vương với khả năng bất tử. Badigadi có một người chị tên là Atoferatofe Raibaku[Jp. 29].
- Orsted[Jp. 30] Long Thần, là người tộc rồng với kỹ năng mạnh mẽ.
- Perugius Dola[Jp. 31] Giáp Long Vương, người phong ấn Laplace và là chủ nhân của Thành Không Trung (Chaos Breaker).
- Laplace[Jp. 32] Ma Long Thần.
- Hắc lang Ghyslaine.

## Xuất bản và Quan niệm
Rifujin na Magonote xuất bản tác phẩm đầu tiên ở dạng tiểu thuyết mạng, Shōsetsuka ni Narō (viết ngắn là Syosetu); chương đầu tiên được đăng lên vào ngày 22 tháng 11 năm 2012. Vào tháng 11 năm 2013, tác giả công bố tác phẩm được xuất bản ở dạng light novel dười ấn bản MF Books của Media Factory; không kể đến, tác giả có sẽ tiếp tục đăng chương tiếp theo. Người minh họa cho light novel là nghệ sĩ Pixiv được gọi là SiroTaka. Seven Seas Entertainment được cấp phép phát hành light novel ở Bắc Mỹ.
Sau khi xuất bản phần đầu tiên của tác phẩm, Rifujin quyết định sẽ viết hết cho đến kết thúc sêri. Bởi vì có chỉ trích về tác phẩm, Rifujin xem xét sẽ kết thúc sêri sớm, nhưng lại có cảm hứng viết tiếp khi tác phẩm của anh đứng đầu bảng xếp hạng hàng ngày của Syosetu. Ban đầu, đến chương tự sự khi Rudeus gặp lại Aisha được cho là đã kết thúc. Tác giả định viết về cái chết của Lilia, và Aisha sẽ có một danh tính khác. Tuy nhiên, tác giả thấy rằng cái chết của Lilia sẽ khiến người đọc thất vọng, và quyết định không viết về cái chết của cô; và kết quả là, tác giả viết lại chương tự sự để Lilia không chết và khiến những chi tiết không rõ ràng trở thành sáng tỏ. Rifujin bắt đầu chương tự sự có thể hơi kỳ lạ bởi vì sự thay đổi, nhưng đã không hối tiếc vì quyết định đó; tác giả chú thích rằng sự sống sót của Lilia khiến tác giả xem xét về tình trạng của Zenith ở câu chuyện.

## Chuyển thể manga
Trong vấn đề tháng 5 năm 2014 của Monthly Comic Flapper, công bố rằng sẽ có một chuyển thể manga của Mushoku Tensei bởi Fujikawa Yuka sẽ bắt đầu trong vấn đề tháng 6; mặc dù Yuka là tác giả của manga, trong khi SiroTaka thiết kế nhân vật. Media Works sưu tầm các chương thành những quyển tankōbon; quyển đầu tiên được xuất bản vào tháng 10 năm 2014. Vào tháng 1 năm 2015, Seven Seas Entertainment công bố sở hữu bản quyền sêri manga ở Bắc Mỹ dưới cái tên Mushoku Tensei: Jobless Reincarnation.

## Chuyển thể anime
Vào ngày 15 tháng 3 năm 2019, trang web chính thức của MF Books công bố một dự án chuyển thể anime của Mushoku Tensei sẽ được sản xuất. Anime sau đó được công bố vào ngày 18 tháng 10 năm 2019 ở định dạng sêri truyền hình anime gồm 2 phần, được đạo diễn bởi Okamoto Manabu và hoạt họa bởi Studio Bind, với Sugiyama Kazutaka thiết kế nhân vật và Egg Firm sản xuất. Sêri được dự kiến khởi chiếu vào năm 2020, nhưng bị dời đến tháng 1 năm 2021. Phần một chiếu từ ngày 11 tháng 1 đến ngày 23 tháng 3 năm 2021 với 11 tập, phần hai chiếu từ ngày 4 tháng 10 đến ngày 20 tháng 12 năm 2021 với 12 tập. Một tập đặc biệt được đóng gói trong bộ đĩa Blu-ray thứ bốn của anime, phát hành vào ngày 16 tháng 3 năm 2022.
Mùa thứ hai được chia làm hai phần; phần đầu phát sóng vào tháng 7 năm 2023, phần hai dự kiến lên sóng vào tháng 4 năm 2024. Bài hát opening của phần đầu là "Spiral" thực hiện bởi Longman, bài hát ending của phần đầu là "Musubime" (ムスビメ) trình bày bởi Ōhara Yuiko.
Nit, 34 tuổi, một người thất nghiệp, bị đuổi khỏi nhà không một xu dính túi và thấy rằng cuộc đời mình hoàn toàn bị dồn vào chân tường. Ngay khi anh ta có suy nghĩ hối hận, anh ta đã bị một chiếc xe tải đâm và thiệt mạng. Sau đó, nơi cậu tỉnh dậy là—một thế giới khác của kiếm và ma thuật! !

## Đón nhận
Theo bảng xếp hạng của Syosetu, tiểu thuyết giành được nhiều đánh giá tích cực của đọc giả. Light novel đã xuất hiện trên bảng xếp hạng của Oricon và đạt hạng tiểu thuyết nổi tiếng của T-site.